# 1 500 mètres nage libre aux Jeux olympiques d'été de 2012
Navigation
Pékin 2008 Rio de Janeiro 2016
L'épreuve de 1 500 m nage libre hommes des Jeux olympiques d'été de 2012 a eu lieu le 3 et 4 août au London Aquatics Centre.

## Qualification
Pour participer à cette épreuve, les temps de qualification étaient de 15 min 11 s 83 pour le temps de qualification olympique (TQO) et de 15 min 43 s 74 pour le temps de sélection olympique (TSO) qui devaient être effectués entre le 1er mars 2011 et le 18 juin 2012. Un comité national olympique (CNO) pouvait inscrire 2 nageurs s'ils faisaient le TQO et 1 nageur s'il effectuait le TSO. Les CNO pouvaient inscrire des nageurs indépendamment du temps (1 nageur par sexe sur l'ensemble des épreuves) s'ils n'avaient pas de nageurs qui avaient réussi les temps de qualification nécessaires.

## Records
Avant cette compétition, les records dans cette discipline étaient les suivants :
| Record du monde  | 14 min 34 s 14 | Sun Yang      | Chine     | 31 juillet 2011 | Shanghai (Chine) | ,     |
| Record olympique | 14 min 38 s 92 | Grant Hackett | Australie | 15 août 2008    | Pékin (Chine)    | [ 4 ] |

## Médaillés
| Or       | Argent        | Bronze           |
| Sun Yang | Ryan Cochrane | Oussama Mellouli |

## Résultats

### Finale (4 août au soir)
| Rang                                | Ligne | Nom                  | Nationalité     | Temps          | Notes |
| ----------------------------------- | ----- | -------------------- | --------------- | -------------- | ----- |
| Médaille d'or, Jeux olympiques      | 4     | Sun Yang             | Chine           | 14 min 31 s 02 | RM    |
| Médaille d'argent, Jeux olympiques  | 3     | Ryan Cochrane        | Canada          | 14 min 39 s 63 | AM    |
| Médaille de bronze, Jeux olympiques | 5     | Oussama Mellouli     | Tunisie         | 14 min 40 s 31 |       |
| 4                                   | 7     | Park Tae-Hwan        | Corée du Sud    | 14 min 50 s 61 |       |
| 5                                   | 6     | Gregorio Paltrinieri | Italie          | 14 min 51 s 92 |       |
| 6                                   | 1     | Connor Jaeger        | États-Unis      | 14 min 52 s 99 |       |
| 7                                   | 8     | Mateusz Sawrymowicz  | Pologne         | 14 min 54 s 32 |       |
| 8                                   | 2     | Daniel Fogg          | Grande-Bretagne | 15 min 00 s 76 |       |

### Séries (3 août le matin)
| Rang | Série | Ligne | Nom                        | Nationalité        | Temps          | Notes |
| ---- | ----- | ----- | -------------------------- | ------------------ | -------------- | ----- |
| 1    | 4     | 4     | Sun Yang                   | Chine              | 14 min 43 s 25 | Q     |
| 2    | 4     | 7     | Oussama Mellouli           | Tunisie            | 14 min 46 s 23 | Q     |
| 3    | 3     | 4     | Ryan Cochrane              | Canada             | 14 min 49 s 31 | Q     |
| 4    | 2     | 5     | Gregorio Paltrinieri       | Italie             | 14 min 50 s 11 | Q     |
| 5    | 2     | 3     | Daniel Fogg                | Grande-Bretagne    | 14 min 56 s 12 | Q     |
| 6    | 3     | 5     | Park Tae-Hwan              | Corée du Sud       | 14 min 56 s 89 | Q     |
| 7    | 3     | 3     | Connor Jaeger              | États-Unis         | 14 min 57 s 56 | Q     |
| 8    | 2     | 6     | Mateusz Sawrymowicz        | Pologne            | 14 min 57 s 59 | Q     |
| 9    | 4     | 3     | Andrew Gemmell             | États-Unis         | 14 min 59 s 05 |       |
| 10   | 4     | 1     | Sergiy Frolov              | Ukraine            | 14 min 59 s 19 |       |
| 11   | 4     | 6     | Job Kienhuis               | Pays-Bas           | 15 min 03 s 16 |       |
| 12   | 3     | 7     | Gergely Gyurta             | Hongrie            | 15 min 04 s 22 |       |
| 13   | 2     | 2     | Gabriele Detti             | Italie             | 15 min 06 s 22 |       |
| 14   | 3     | 2     | Damien Joly                | France             | 15 min 08 s 50 |       |
| 15   | 3     | 1     | Dai Jun                    | Chine              | 15 min 13 s 90 |       |
| 16   | 3     | 6     | David Davies               | Grande-Bretagne    | 15 min 14 s 77 |       |
| 17   | 4     | 5     | Pál Joensen                | Danemark           | 15 min 18 s 42 |       |
| 18   | 4     | 8     | Jarrod Poort               | Australie          | 15 min 20 s 82 |       |
| 19   | 2     | 4     | Gergő Kis                  | Hongrie            | 15 min 21 s 74 |       |
| 20   | 4     | 2     | Anthony Pannier            | France             | 15 min 24 s 08 |       |
| 21   | 2     | 7     | Heerden Herman             | Afrique du Sud     | 15 min 25 s 71 |       |
| 22   | 1     | 4     | Arturo Perez Vertti Ferrer | Mexique            | 15 min 25 s 91 |       |
| 23   | 2     | 8     | Alejandro Gómez            | Venezuela          | 15 min 27 s 38 |       |
| 24   | 1     | 7     | Jan Micka                  | République tchèque | 15 min 29 s 34 |       |
| 25   | 1     | 6     | Anton Sveinn McKee         | Islande            | 15 min 29 s 40 |       |
| 26   | 1     | 5     | Ediz Yildirimer            | Turquie            | 15 min 29 s 97 |       |
| 27   | 2     | 1     | Matias Koski               | Finlande           | 15 min 34 s 80 |       |
| 28   | 1     | 3     | Ventsislav Aydarski        | Bulgarie           | 15 min 34 s 86 |       |
| 29   | 3     | 8     | Juan Martin Pereyra        | Argentine          | 15 min 36 s 72 |       |
| 30   | 1     | 2     | Uladzimir Zhyharau         | Biélorussie        | 15 min 48 s 67 |       |
| 31   | 1     | 1     | Ullalmath Gagan            | Inde               | 16 min 31 s 14 |       |